# 순평군
순평군 이군생(順平君 李羣生, 1392년 ~ 1456년 9월 29일(음력 8월 21일))은 조선의 왕자로, 정종의 서차남이며 어머니는 숙의 기씨이다.

## 생애
숙의 기씨(淑儀 奇氏) 소생으로 1417년(태종 17)에 순평군(順平君)에 봉해졌고, 판사재감사(判司宰監事) 설존(薛存)의 딸 순창 설씨(淳昌 薛氏)와 혼인하여 2남 2녀를 두었다.
1425년 의평군의 사패 위조 사건에 연루되어 유배되었으며 1442년에도 관직에서 파면된 바 있다. 1443년 12월 관직이 복권되어 이듬해에는 종2품 중의대부로 승격되었으나 처형과 간통을 하여 1450년 탄핵 위기에 처하기도 하였다.
순평군은 불혹이 넘도록 일자무식이었는데, 종친들에게 학문을 가르치는 종학에 다니게 되어 처음으로 《효경(孝經)》을 읽게 되었다. 교수관이 효경의 첫장 제목인‘개종명의장 제일(開宗明義章 第一)’이란 일곱 자를 가르쳤지만 순평군은 이를 외우지 못하고 “내가 지금 늙고 둔하니 ‘개종(開宗)’ 두 자만 알면 족하겠다.”하여 집에 돌아가는 말 위에서도 그 글자를 암송하였다. 종에게도 “너희들도 ‘개종’ 두 자를 외워두었다가 내가 막히면 가르쳐다오.” 하고 일러두었다. 순평군은 임종시에 식구들을 모아놓고, “영구히 종학과 이별하는 것이 대단히 통쾌하다.”는 말을 남겼다. 순평군은 1456년 8월 세상을 떠났다.
시호는 충간(忠簡)이다.

## 가족 관계
- 부: 조선 제 2대 정종
- 모: 숙의 기씨(淑儀 奇氏)
- 동생: 금평군 의생(錦平君 義生)
- 동생: 정석군 융생(貞石君 隆生)
- 동생: 무림군 선생(茂林君 善生)
- 동생 : 숙신옹주(淑愼翁主)
- 동생 : 상원옹주(祥原翁主)
  - 부인 : 군부인(郡夫人) 순창 설씨(淳昌 薛氏) - 판사재감사(判司宰監事) 설존(薛存)의 딸
    - 장남: 의성군 이백평(義城君 李伯平)
    - 차남: 의신부정(義新副正) 이숙평(李叔平)
    - 며느리 : 판중추(判中樞) 송흥(宋興)의 딸  
      - 손녀 : 김윤(金崙)의 처

    - 며느리 : 측실 (미상)
      - 서손자 : 회도령 이우(懷道令 李佑)
      - 서손자 : 청계령 이척(靑溪令 李倜)
      - 서손자 : 의래령 이신(宜來令 李伸)

    - 장녀 : 연안 김씨 김구(金昫)의 처 
      - 외손자 : 김수조(金守祖)

    - 차녀 : 양천 허씨 허준(許峻)의 처
외손자 : 허후형(許後亨)
      - 외손녀 : 전주 이씨 강양정(江陽正) 이숙(李潚)의 처

## 참고자료
- 순평군 - 한국학중앙연구원